# Financování obcí v Česku

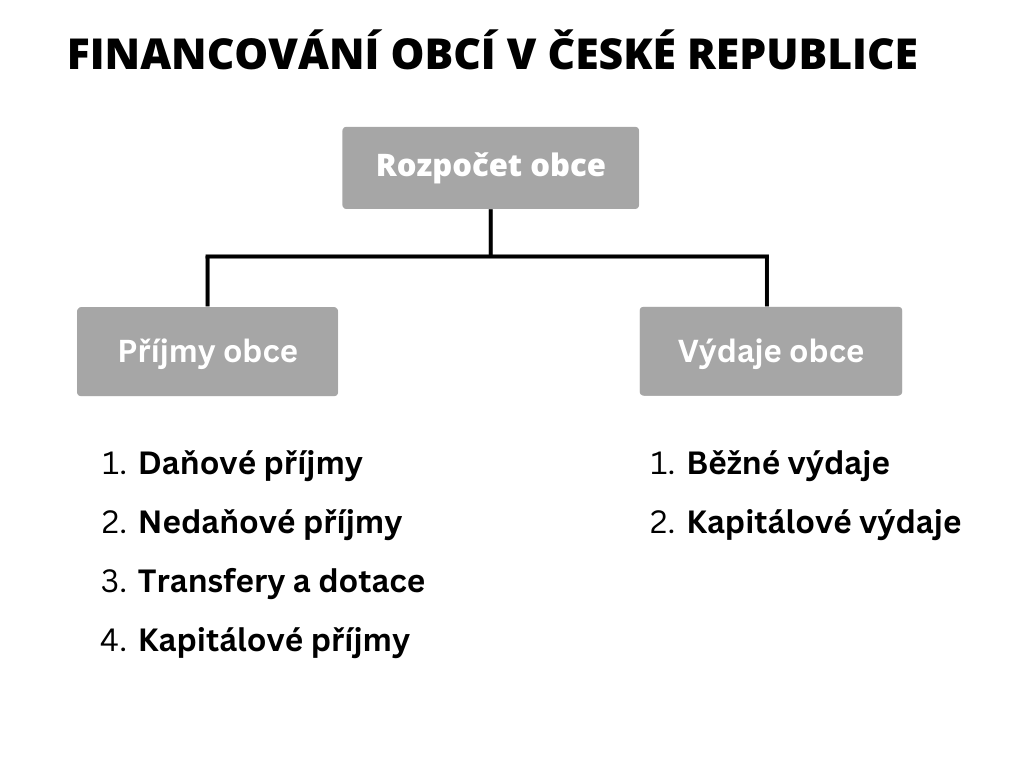
Financování obcí v ČR - základní dělení příjmů a výdajů

Financování obcí v České republice je důležitou součástí fungování samosprávy obce, která umožňuje sestavovat a spravovat vlastní rozpočet.
Rozpočty obcí nebo krajů jsou sestavovány v rámci soustavy veřejných rozpočtů. Rozpočet obce je nástrojem, který významně ovlivňuje dlouhodobý ekonomický potenciál oblasti. Z obecného hlediska jsou obce hospodářskými organizacemi jako soukromé společnosti s právní subjektivitou, vlastními příjmy a majetkem. Aby místní samosprávy mohly zajistit veškeré kompetence, potřebují finanční prostředky, které mohou získat z různých zdrojů. Nejdůležitějším ekonomickým nástrojem je rozpočet, přičemž hospodaření místních samospráv podle stanoveného rozpočtu je v každé zemi ze zákona povinné. Rozpočty jsou na úrovni územních samosprávních celků a jsou nazývány také jako územní rozpočty nebo decentralizované peněžní fondy. Rozpočet obce je klíčovým prostředkem pro zajištění financování a provozování funkcí samosprávy.
Finanční řízení obcí je součástí celkového řízení obcí, a tedy i celkových veřejných financí dané země. Hospodaření jednotlivých obcí tak ovlivňuje stav veřejných financí obecně. Procesy decentralizace přesunuly významnou část rozhodování, majetku, a především příjmů na vlastní úroveň. Finanční řízení obcí jako samostatných ekonomických subjektů v rámci veřejné správy patří mezi zásadní požadavky na kvalitní řízení. Financování místních samospráv určuje důležití rámec pro jejich úspěšné fungování. Územní samosprávy poskytují obyvatelstvu celou řadu služeb, proto je nezbytné, aby byl systém místní samosprávy co nejefektivnější.
Financování obcí se dělí na příjmy obcí a výdaje obcí.

## Příjmy obcí
V rámci obecních příjmů můžeme vymezit čtyři skupiny zdrojů příjmů do územních rozpočtů obcí. Příjmy do rozpočtů můžeme rozčlenit na příjmy vlastní a cizí. Nejčastějšími druhy příjmů místní samosprávy v Evropě jsou daňové příjmy, transfery, dotace, nedaňové příjmy. Tradičně největší podíl mají daňové příjmy. Příjmy obcí také můžeme dělit na tzv. nenávratné příjmy a návratné příjmy. Mezi příjmy také můžeme zahrnout vlastní kapitálové příjmy. V České republice mají komunální politici velmi omezenou možnost ovlivňovat své daňové a nedaňové příjmy. To je výrazné omezení na straně rozpočtových příjmů obcí.

### Daňové příjmy obcí
Daňové příjmy jsou jedním z nejdůležitějších zdrojů příjmů v České republice a do značné míry ovlivňují jejich finanční stabilitu. Nejvýznamnějšími příjmy obecních rozpočtů jsou daňové příjmy, a to daně svěřené a sdílené. Daňové příjmy obcí v České republice jsou především definovány zákonem č. 243/2000 Sb. o rozpočtovém určení daní. Daně zaručují určitou míru solidarity a představují zálohu zaručeného příjmu pro místní správy. V rámci daňových příjmů do rozpočtu obce plyne také daň z nemovitosti ve výši 100 %, která se zahrnuje do svěřených daní.

### Nedaňové příjmy obcí
Do skupiny nedaňových příjmů zahrnujeme například příjmy z vlastní činnosti a podnikání, uživatelské poplatky, přijaté sankční příjmy (pokuty). Příjmy z vlastní činnosti a podnikání mohou mít podobu podílu na zisku podniků s majetkových vkladem od obce nebo příjmy z pronájmu majetku, který daná obec vlastní. Uživatelské poplatky mohou zahrnovat vodné, poplatky za svoz komunálního odpadu. Přijaté sankční příjmy jsou těžko předvídatelné a mají povahu doplňkového příjmu.

### Transfery a dotace obcím
Příjmová stránka obecních rozpočtů z pohledu druhu příjmů jako jsou dotace a transfery, tyto příjmy nejsou součástí vlastních příjmů obce, získávání těchto prostředků je spojeno s určitým rizikem na straně obecního (finančního) hospodaření. Transfery a dotace plynou do rozpočtu převážně ze státního rozpočtu. Obec mohou získat dotace z fondů Evropské unie, tyto dotace se zahrnují mezi nenárokové dotace a obce o ně musí požádat (spjaty s konkrétními projekty). Finanční prostředky z Evropské unie, plynoucí do rozpočtů organizací veřejného sektoru, by měly být navíc ke standardním rozpočtovým fondům.

## Výdaje obcí
Obce realizují běžné a kapitálové výdaje. Do běžných výdajů lze zahrnout i neinvestiční transfery. Jedná se o neekvivalentní platby soukromým fyzickým a právnickým osobám a neziskovým organizacím. Běžné výdaje jsou tvořeny například výdaji na platy, nákup zboží či služeb. Kapitálové výdaje jsou tvořeny například investičními nákupy, nákupy akcií nebo investičními půjčkami. V rámci konkrétních výdajů obcí v České republice lze uvést výdaje na školství, sociální péči, zdravotnické služby (do této kategorie lze zařadit polikliniky), svoz komunálního odpadu, místní komunikace nebo hřbitovy.